# Prothemus ryukyuanus
Prothemus ryukyuanus es una especie de coleóptero de la familia Cantharidae.

## Distribución geográfica
Habita en Japón.